# Veldeke (gehucht)
Veldeke was een gehucht op het grondgebied van Spalbeek, sinds 1977 een deelgemeente van de huidige Belgisch-Limburgse stad Hasselt. De plaats Veldeke, eertijds een leengoed van de abdij van Sint-Truiden, is bekend geworden doordat Hendrik van Veldeke hier is geboren. 
De Vel(de)kermolen, een watermolen aan de Demer, is het enige dat tegenwoordig nog aan deze plaats herinnert.
Deelgemeenten: Guigoven · Hasselt · Kermt · Kortessem · Kuringen · Sint-Lambrechts-Herk · Spalbeek · Stevoort · Stokrooie · Wimmertingen · Vliermaal · Vliermaalroot · Wintershoven

Stadsdelen: Banneuxwijk · Heilig-Hartwijk · Kapermolen · Runkst · Sint-Catharinawijk · Sint-Martinuswijk

Overige plaatsen: Godsheide · Heide  · Kanaalkom · Kiewit · Overdemer · Rapertingen · Schimpen  · Tuilt

Belgische gemeenten · Arrondissement Hasselt · Limburg · Vlaanderen